# 와일드 인 더 컨트리
와일드 인 더 컨트리(Wild In The Country)는 미국에서 제작된 필립 던 감독의 1961년 영화이다. 엘비스 프레슬리 등이 주연으로 출연하였고 제리 워드 등이 제작에 참여하였다.

## 출연

### 주연
- 엘비스 프레슬리
- 호프 레인지

### 조연
- 튜즈데이 웰드
- 밀리 퍼킨스
- 라퍼 존슨
- 존 아일랜드
- 게리 록우드
- 윌리엄 밈즈
- 레이몬드 그린리프
- 크리스티나 크로포드
- 로빈 레이몬드

## 제작진
- 원작자: J.R. 셀러맨카
- 세트: 스튜어트 A. 레이스
- 세트: 월터 M. 스콧
- 의상: 돈펠드